# Сельское поселение «Улётовское»
Се́льское поселе́ние «Улётовское» — муниципальное образование в Улётовском районе Забайкальского края Российской Федерации.
Административный центр — село Улёты.

## История
Статус и границы сельского поселения установлены Законом Читинской области от 19 мая 2004 года «Об установлении границ, наименований вновь образованных муниципальных образований и наделении их статусом сельского, городского поселения в Читинской области».

## Население
| 2010  | 2011  | 2012  | 2013  | 2014  | 2015  | 2016  |
| ----- | ----- | ----- | ----- | ----- | ----- | ----- |
| 6566  | ↘6551 | ↗6600 | ↘6594 | ↗6612 | ↗6672 | ↗6676 |
| 2017  | 2018  | 2019  | 2020  | 2021  |       |       |
| ↗6765 | ↘6722 | ↘6651 | ↘6594 | ↗6984 |       |       |

## Состав сельского поселения
| № | Населённый пункт | Тип населённого пункта       | Население |
| - | ---------------- | ---------------------------- | --------- |
| 1 | Бальзой          | село                         | ↘433      |
| 2 | Улёты            | село, административный центр | ↗6557     |